# カイガラムシ
カイガラムシ（介殻虫、学名：Coccoidea）は、カメムシ目ヨコバイ亜目腹吻群カイガラムシ上科に分類される昆虫の総称。果樹や鑑賞樹木の重要な害虫となるものが多く含まれるとともに、いくつかの種で分泌する体被覆物質や体内に蓄積される色素が重要な経済資源ともなっている分類群である。

## 概要

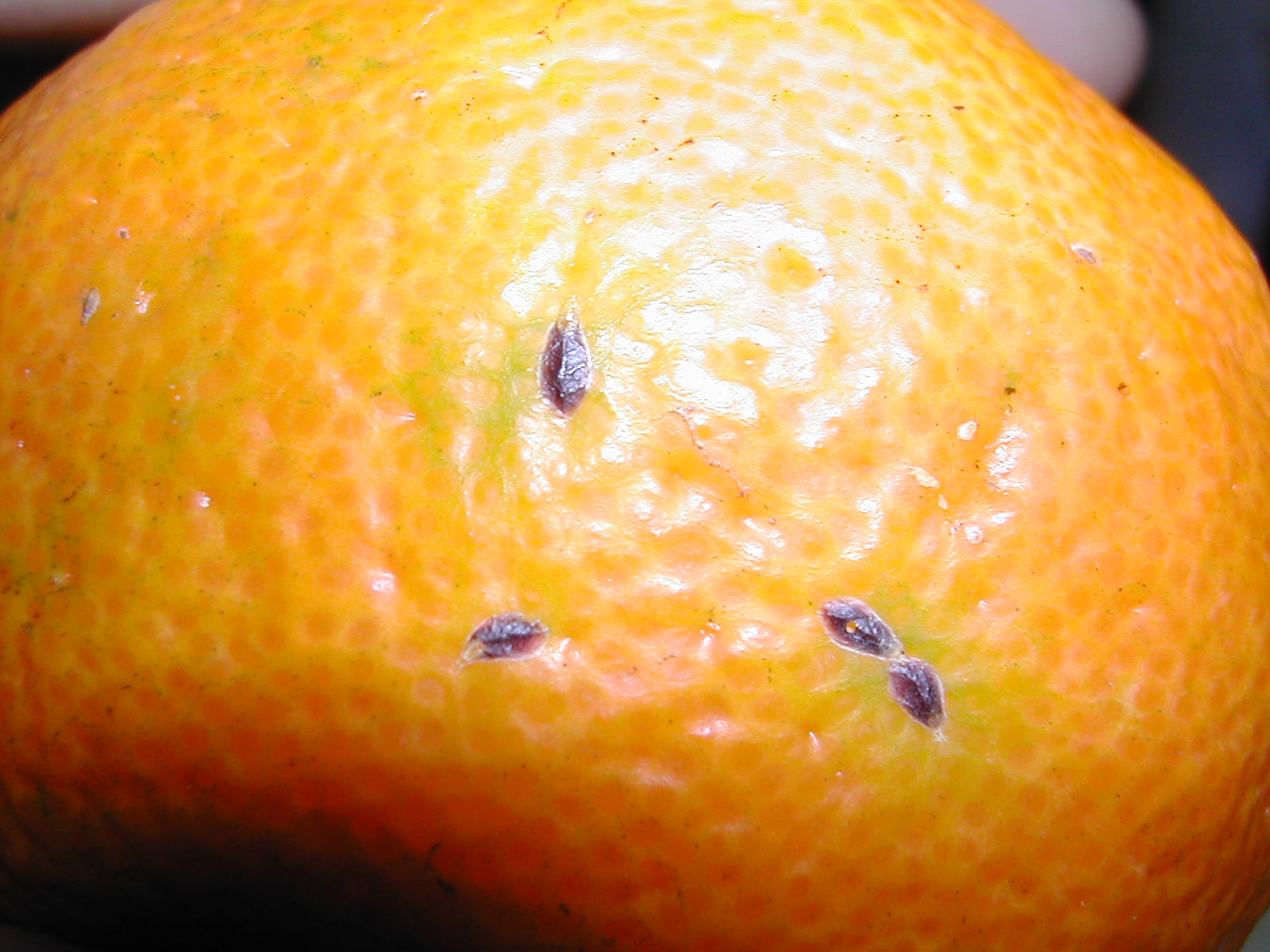
ミカンの果実についたヤノネカイガラムシ

熱帯や亜熱帯に分布の中心を持つ分類群であるが、植物の存在するほぼ全ての地域からそれぞれの地方に特有のカイガラムシが見出されており、植物のある地域であればカイガラムシも存在すると考えて差し支えない。現在世界で約7,300種が知られており、通常は28科に分類されている。ただしカイガラムシの分類は極めて混乱しており、科の区分に関しても分類学者により考え方が異なる。
日本に分布する代表的な科としてはハカマカイガラムシ科  Orthezidae 、ワタフキカイガラムシ科 Margarodidae 、コナカイガラムシ科 Pseudococcidae 、カタカイガラムシ科 Coccidae 、マルカイガラムシ科 Diaspididae などがある。

## 固着生活への適応
アブラムシやキジラミなど腹吻群の昆虫は、基本的に長い口吻（口針）を植物組織に深く差し込んで、あまり動かずに篩管液などの食物を継続摂取する生活をし、しばしば生活史の一時期や生涯を通じて、ほとんど動かない生活をする種が知られる。その中でもカイガラムシ上科は特にそのような傾向が著しく、多くの場合に脚が退化する傾向にあり、一般的に移動能力は極めて制限されている。
脚が退化する傾向にはあるものの、原始的な科のカイガラムシではそこに含まれるほとんどの種が機能的な脚を持っており、中には一生自由に動き回ることができる種もいる。イセリアカイガラムシやオオワラジカイガラムシはその代表例で、雌成虫に翅は通常無いものの、雌成虫にも脚、体節、触角、複眼が確認できる。しかしマルカイガラムシ科などに属するカイガラムシでは、卵から孵化したばかりの1齢幼虫の時のみ脚があり自由に動き回れるが、2齢幼虫以降は脚が完全に消失し、以降は定着した植物に完全に固着して生活するものがいる。こうしたカイガラムシでは、1齢幼虫以外は移動することは不可能で、脚以外にも体節、触角、複眼も消失する。雌の場合は、一生を固着生活で送り、そのまま交尾・産卵、そして死を迎えることになる。
基本的には固着生活を営む性質のカイガラムシでも、一部の科以外のカイガラムシでは機能的な脚を温存しており、環境が悪化したり、落葉の危険がある葉上寄生をした個体が越冬に先駆けて、歩行して移動する場合もある。
だが、基本的に脚が温存されるグループのカイガラムシであっても、樹皮の内部に潜入して寄生する種やイネ科草本の稈鞘下で生活する種などでは、脚が退化してしまい成虫においては痕跡的な脚すら持たないものもいる。
また固着性の強い雌と異なり、雄は成虫になると翅と脚を持ち、自由に動けるようになる。だが、雄でも幼虫の頃は脚、体節、触角、複眼が消失し、羽化するまで固着生活を送る種が多い。

## 虫体被覆物
もうひとつカイガラムシに特徴的な形質は体を覆う分泌物で、虫体被覆物と呼ばれる。虫体被覆物の主成分は余った栄養分と排泄物である。多くのカイガラムシが食物としているのは篩管に流れる液であり、ここに含まれる栄養素は著しく糖に偏った組成となっている。これをカイガラムシの体を構成する物質として同化すると、欠乏しがちな窒素やリンなどと比して、炭素があまりにも過剰になってしまうので、これを処理する必要がある。処理の手段の一つは食物に含まれる過剰の糖と水分を、消化管にある濾過室という器官で消化管の経路をショートカットさせて糖液として排泄してしまうことであり、この排泄された糖液を甘露という。また、体内に取り込まれた過剰の糖分は炭化水素やワックスエステル、樹脂酸類などといった、蝋質の分泌物に変換されて体表から分泌され、虫体被覆物となる。カイガラムシの種類によっては、甘露などの消化管からの排泄物を体表からの分泌物とともに虫体被覆物の構成要素としている。
通常虫体が露出しているように見える種のカイガラムシでも、その表面は体表の分泌孔や分泌管から分泌されたセルロイド状の分泌物の薄いシートで被覆されている。また、分泌物の量が多いものでは体表が白粉状や綿状、あるいは粘土状の蝋物質で覆われていることが容易に観察できる。
マルカイガラムシ科のカイガラムシは多くの科のカイガラムシとは少々様相が異なり、英語で Armored scale insects と呼ばれるように、虫体からは分離して、体の上を屋根のように覆う介殻と呼ばれる貝殻状の被覆物の下で生活している。これは体表の腺から分泌される繊維状の分泌物などを腹部末端の臀板と呼ばれる構造を左官職人の用いる鏝（こて）のように用いて壁を塗るように作り上げられる。このとき虫体は口針を差し込んでいる箇所を中心に回転運動して広い範囲に分泌物を塗りこむ。この介殻も、余った栄養分と排泄物から成り立っている。

## 生活史
典型的な不完全変態である他のカメムシ目（半翅目）の昆虫と異なり、仮変態（新変態、副変態とも）と呼ばれる変態を行う。雌雄では成長過程が大幅に異なっている。
雌の場合、2齢幼虫を経て成虫になるが、脱皮せずにそのまま成虫になる種が多く見られる。これは脚などが消失し、固着生活を送る種では顕著に見られる。すなわち、羽化をせずに成虫になる。このような種では体内に大きな卵のうを有しているため産卵活動もせず、交尾後、雌成虫の死骸から孵化した1齢幼虫が這い出してくる形となる。また、脚などが消失せず、移動生活を送る種でも、羽化して成虫になる種は多くない。
雄の場合、3齢幼虫を経て成虫になるが、この3齢幼虫は擬蛹と呼ばれる。つまり、完全変態昆虫の蛹に該当するが、体内構造が完全変態昆虫の蛹のそれとは大幅に異なっている。むしろ、アワフキ類やコナジラミ類に見られる擬蛹期幼虫と体内構造が似ている。このため、「カイガラムシの雄には蛹の期間があるため、完全変態である」という説明がよくされるが、厳密には不完全変態であり、不完全変態と完全変態の中間的な性質をもち特殊化した物と考えられている。前出の仮変態もこれに因んでいる。そして、羽化して翅と脚を有する成虫になる。翅は2対4枚あるが、退化して1対2枚しかない種も多く存在する。雄成虫には口吻がなく、精巣が異常なまでに発達している。そして、交尾を済ませるとすぐに死んでしまう。雄成虫の寿命は数時間から数日程度で、交尾のためだけに羽化する。
近年、カイガラムシ上科に属する種の中には、雌雄が逆転し、雄が一生を固着生活で終えるのに対し、雌が擬蛹～羽化によって有翅の成虫となる種も発見されている。そして、活発に交尾･産卵をして短い成虫期間を生殖に費やす。また、雌雄ともに擬蛹～成虫というプロセスをたどる種も発見されている。さらには、最終齢幼虫（擬蛹）が不動ではなく摂食する種も存在する。だが、これらの種をカイガラムシ上科に分類するべきではない、とする学説も存在する。カイガラムシの分類学的研究が大幅に遅れているため、これらの種に対して決定的な分類は未だされていない。

## 食性
草食性で、大半の被子植物に寄生し、口吻を構成する口針を植物の組織に深く突き刺して、篩管などの汁液を摂取する。食物は維管束から篩管液を摂取するものが多いが、葉に寄生するものを中心に、葉肉細胞などの柔組織の細胞を口針で破壊して吸収するものも少なくない。雌成虫は口吻が異常なまでに発達している種が多く、固着生活を送る種では顕著である。これらの種では寄生している植物から引き剥がしても、口吻が確認できないことが多い。引き剥がした際、口吻まで引きちぎられて宿主植物の内部に残存してしまっていることが多いからである。そのため、宿主植物から引き剥がされた固着性のカイガラムシは、すぐに死んでしまうことが多い。また、移動生活を送る種の場合は、口吻で植物体にくっついているが、それ以外の部分は密着していないため、寄生している植物から引き剥がしても口吻が確認できる。腹面に隠れている頭部全体や脚も確認できることが多い。

## 分類
カイガラムシ上科は28科に分けられることが多いが、カイガラムシの分類学的研究は大変遅れているため科の概念すら研究者間でコンセンサスが得られていないものも多い。
ここでは日本に分布しており、分類学的にも安定していると考えられる12科を記載する。
ハカマカイガラムシ科 Ortheziidae
多くの研究者に最も原始的なカイガラムシの科とみなされているグループのカイガラムシである。体は比較的硬い石膏のような白色かつ鱗状のワックスで被われているのが普通で、体型は通常のアブラムシに一見良く似ている。成熟した雌成虫は腹面に袴状の卵嚢（尾嚢）を分泌する。カイガラムシとしては非常によく発達した脚を有するが、移動性は少なく緩慢でぎこちない歩行を行う。体表は多数の刺毛で被われ、ワックスの分泌パターンに対応した独特の刺毛帯群をもつ。小さな科で世界では4亜科200種程度、日本ではOrthezia 属、Newsteadia 属、Nipponorthezia 属、Ortheziola 属、Ortheziolamameti 属の5属7種が記録されている。
このグループのカイガラムシは地上の草本類で比較的良く見られるが、地中で生息しているものも少なくない。地中棲のものは発見が難しいため調査が不十分で、まだ数種の未記載種あるいは未記録種が日本にいるものと推測されている。
ワタフキカイガラムシ科 Margarodidae
フクロカイガラムシ科 Eriococcidae
コナカイガラムシ科 Pseudococcidae
タマカイガラムシ科 Kermesidae
カタカイガラモドキ科 Aclerdidae
カタカイガラムシ科 Coccidae
雌成虫が成熟すると、その背面が硬くなるものが多いため、この名がある。成熟すると背面に蝋をかぶったり、後部に蝋を分泌するものもあり、その見かけは極めて多様。カタカイガラムシ、ワタカイガラムシ、ヒモワタカイガラムシ、タマカイガラムシ、イボタロウムシ、ルビーロウカイガラムシなど。
フサカイガラムシ科 Asterolecaniidae
フジツボカイガラムシ科 Cerococcidae
ニセタマカイガラムシ科 Lecanodiaspididae
カブラカイガラムシ科 Beesoniidae
マルカイガラムシ科 Diaspididae

## 人間との関係

### 害虫
「カイガラムシ」と一口に言ってもその種類は多く、いろいろな草花、樹木がカイガラムシに吸汁される。ただし草本類への加害は、樹木への加害に比べ少ない。吸汁された植物は、篩管液を奪われることにより生長に直接的な悪影響が出る。また、排泄物を介殻の材料として利用するマルカイガラムシ科以外のカイガラムシの排泄物は多くの場合、余剰の糖分を大量に含むため、これを栄養源とするすす病の発生を間接的に誘発する。なおコナカイガラムシ科やカタカイガラムシ科のカイガラムシのなかには植物病原ウイルスを媒介するものも知られている。また、マルカイガラムシ科の一部は担子菌類のモンパキン科に属するコウヤク病菌 Septobasidium spp. と共生して樹木にコウヤク病を引き起こす。

#### 防除方法
カイガラムシは、虫体が蝋状の物質で覆われたり、殻があったりするため、農薬を散布しても十分に虫体に付着せず、防除が難しい害虫である。
このためガス効果のあるピリミホスメチル（商品名アクテリック）、浸透移行性のあるアセタミプリド（商品名モスピラン）、気門を塞ぎ窒息を狙うマシン油乳剤（商品名スプレーオイル、機械油乳剤）などがよく使われる。これらは園芸店やホームセンターなどで容易に入手でき、一般家庭でも使用しやすい農薬である。
また、メチダチオン（DMTP、商品名スプラサイド）や石灰硫黄合剤（商品名も同じ）も効果的である。しかし前者は劇物のため入手が面倒であり慎重な取り扱いが必要で、後者は皮膚や噴霧器を侵したり強い硫黄臭を出すため、一般家庭での使用には向かない。
カイガラムシが少数の場合は、農薬を使うよりも歯ブラシなどでこすり落とすのが簡単である。
また、天敵による防除が試みられた種も多く、うまく行った場合には劇的な効果が上がっている。天敵を利用したカイガラムシの防除方法の成功例として著名なものに捕食性昆虫であるベダリアテントウムシを利用したイセリアカイガラムシの防除、捕食寄生者であるヤノネキイロコバチおよびヤノネツヤコバチを利用したヤノネカイガラムシの防除、Cassava mealy bug Phenacoccus manihoti の、寄生性昆虫Apoanagyllus lopezi を利用した防除例などがあげられる。こうした天敵を利用した防除が劇的な効果をあげた例は侵入害虫のカイガラムシへの対策として、そのカイガラムシの原産国にいる天敵を導入した場合に多い。
カイガラムシの天敵を生物農薬として商品化したものもあるが、天敵の放飼によって永続的な効果を期待するものが大半であり、天敵を農薬的に繰り返し放飼しなければならないような例は少ないため、商業的にはあまり成功していない。

### 資源生物
カイガラムシの資源生物としての利用は、多くの場合体表に分泌される被覆物質の利用と、虫体体内に蓄積される色素の利用に大別される。
被覆物質の利用で著名なものはカタカイガラムシ科のイボタロウムシ Ericerus pela (Chavannes, 1848) である。イボタロウムシの雌の体表は薄いセルロイド状の蝋物質に覆われるだけでほとんど裸のように見えるが、雄の2齢幼虫は細い枝に集合してガマの穂様の白い蝋の塊を形成する。これから精製された蝋はイボタ蝋と呼ばれ、蝋燭原料、医薬品・そろばん・工芸品・精密機械用高級ワックス、印刷機のインクなどに使われている。主な生産国は中国で、四川省などで大規模に養殖が行われている。かつては日本でも会津地方で産業的に養殖された歴史があり、光源用途のものは会津蝋などの異名も持つが、1960年代以降日本国内では産業的に生産されていない。会津蝋で作られた蝋燭は煙が出ないとされ珍重された。
色素の利用で著名なものに中南米原産のコチニールカイガラムシ科のコチニールカイガラムシ Cochineal Costa, 1829 がある。エンジムシ（臙脂虫）とも呼ばれ、ウチワサボテン属に寄生し、アステカやインカ帝国などで古くから養殖されて染色用の染料に使われてきた。虫体に含まれる色素成分の含有量が多いので、今日色素利用されるカイガラムシの中ではもっともよく利用され、メキシコ、ペルー、南スペイン、カナリア諸島などで養殖され、染色用色素や食品着色料、化粧品などに用いられている。日本でも明治初期に小笠原諸島で養殖が試みられた記録があるが、失敗したようである。コチニール色素を参照のこと。
こうしたカイガラムシの色素利用は新大陸からもたらされただけでなく、旧大陸でも古くから利用されてきた。例えば地中海沿岸やヨーロッパで古くからカーミンと呼ばれて利用されてきた色素はタマカイガラムシ科の Kermes ilicis (Linnaeus, 1758) から抽出されたものだった。カイガラムシ起源の色素はすべてカルミン酸とその近縁物質で、この名称はカーミンに由来する。ネロ帝の時代に、ブリタンニア地方に生息していたカイガラムシを染料として利用する方法が発見され、属州から税金の代わりにとして納められていた時代もある。
虫体被覆物質と虫体内色素の両方を利用するものに Lac に代表されるラックカイガラムシ科のラックカイガラムシ類が挙げられ、インドや東南アジアで大量に養殖されている。ラックカイガラムシの樹脂様の虫体被覆物質を抽出精製したものはシェラック（Shellac、セラックともいう）と呼ばれ、有機溶媒に溶かしてラックニスなどの塗料に用いられるほか、加熱するといったん熱可塑性を示す一方で、ある温度から一転して熱硬化性を示すので様々な成型品としても用いられ、かつてのSPレコードはシェラック製だった。化粧品原料、錠剤、チョコレートのコーティング剤としても使われる。

また、ラックカイガラムシの虫体内の色素は中国では臙脂（えんじ）や紫鉱、インドではラックダイと呼ばれ、染料として古くから盛んに用いられた。

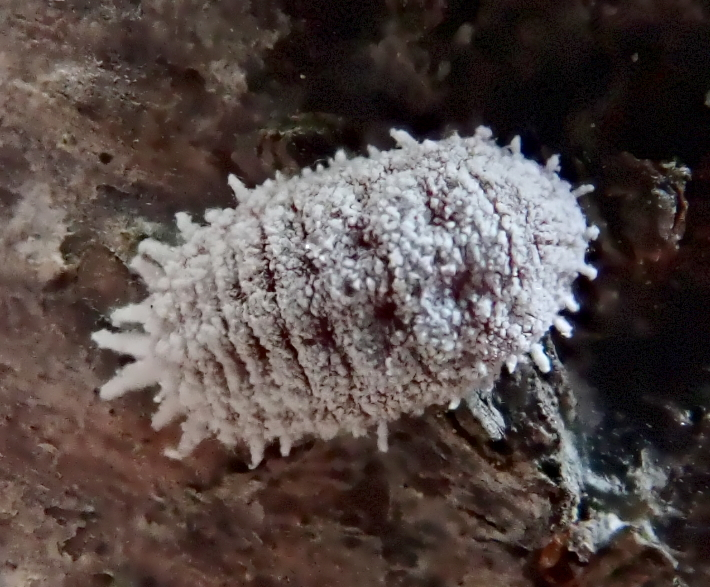
コナカイガラムシの一種